# Anton Klein
Anton Klein (ur. 1916, zm. 5 listopada 1948 w Landsberg am Lech) – niemiecki kapo w obozie koncentracyjnym Mauthausen-Gusen i zbrodniarz wojenny.
Z zawodu pracownik rolny. Więzień obozu koncentracyjnego Mauthausen od 1938. W 1944 został przeniesiony do podobozu Ebensee i ustanowiony tam przez władze obozowe najpierw kapo, a potem blokowym. Klein znęcał się nad więźniami, wielu z nich w ten sposób zabił.
Anton Klein został skazany przez amerykański Trybunał Wojskowy w Dachau na karę śmierci za swoje zbrodnie. Wyrok wykonano przez powieszenie w więzieniu Landsberg 5 listopada 1948.